# ザイテック・Z11SN
ザイテック・Z11SN は、ザイテックにより2011年から製作された、ル・マン・プロトタイプ2（LMP2）マシンである。ザイテック・Z07Sとザイテック・GZ09SCの発展型であり、2011年に導入された新LMPレギュレーションに合わせてアップデートされた。2011年にル・マン・シリーズとル・マン24時間レースのLMP2クラスに、グリーヴス・モータースポーツが参戦しクラス優勝した。2014年もJotaスポーツがル・マン24時間レースのLMP2クラスでクラス優勝した。
2015年、ザイテック社がギブソン・テクノロジーに改称したのに伴い、Z11SNも ギブソン・015S の車名に変更した。

## 歴史
2011年に、ル・マン・プロトタイプの規則が製造コストを削減する為に変更された。その結果、ジネッタ-ザイテック・GZ09Sはレースから完全に退役することになり、ザイテック・Z09SCはLMP2カーからLMP1カーに移行することになった。これを受けてザイテックは新型LMP2カー、Z11SNの開発を開始し、日産・GT-RのSUPER GT仕様のニッサン・VK45DEエンジンを使用する契約をニスモと締結した。このエンジンは、4.5リッターの自然吸気のV8エンジンで、おおよそ450 hp (336 kW; 456 PS) の出力を発揮する。ザイテック・07Sがベースのシャシーで製造されたZ11SNは、初年度の唯一のチームがグリーヴス・モータースポーツであった。Z11SNはポール・リカール・サーキットで行われたデビュー・レースのカステレ6時間レースにカリム・オジェフ、ガリー・シャランドン、トム・キンバー＝スミスら3人がドライブしクラス優勝（総合順位は3位）し、すぐに好成績を上げた。グリーヴス・モータースポーツは、2011年ル・マン24時間レースのLMP2クラスでクラス優勝を挙げ、ル・マン・シリーズのLMP2クラスでチーム選手権のタイトルを獲得するなど成功を収めた。シーズン末には、そのシーズンで使ったシャシーは使用終了となり、3台のシャシーが新しく製造されることとなった。
2012年に、JotaスポーツがZ11SNでヨーロピアン・ル・マン・シリーズ (ELMS)に参戦を果たし、開幕戦のカステレ6時間レースでクラス8位に入った。グリーヴス・モータースポーツは2台を購入してELMSに投入した。両チームはその年のル・マン24時間レースにも参戦した。元F1ドライバーのマーティン・ブランドルと息子のアレックス・ブランドルにルーカス・オルドネスがドライブするグリーヴス42号車は注目を集めた。42号車はクラス8位に入る一方で、もう1台のグリーヴス41号車はクラス5位に入った。Jotaスポーツは完走できずにレースを終えた。
2013年に、グリーヴス・モータースポーツとJotaスポーツの両チームはZ11SNのシャシーでヨーロピアン・ル・マン・シリーズの参戦を継続した。開幕戦のシルバーストン3時間レースでJotaスポーツが優勝し、幸先の良いスタートを切った。ケーターハムはアレクサンダー・ロッシ、トム・キンバー＝スミス、エリック・ルクスの3人をドライバーとして、ル・マン24時間レースに初めてZ11SNを使用して参戦することを発表した。そのエントリーは、ケーターハムとグリーヴス・モータースポーツとの合弁事業に、ヤン・マーデンボロー、ルーカス・オルドネス、ミハエル・クルム3人のドライブでグリーヴスが独自にZ11SNで参戦した。Jotaスポーツもまたサイモン・ドゥーラン、オリバー・ターベイ、ルーカス・ルーア3人をZ11SNのドライバーとして参戦している。ヤン・マーデンボロー、ルーカス・オルドネス、ミハエル・クルム3人のドライブによるグリーヴス・モータースポーツがGドライブ・レーシングの失格で、LMP2クラスで3位に入り、3台のZ11SNが出走した中で最も良い成績を挙げた。
2014年には、Jotaスポーツがル・マン24時間レースのLMP2クラスでZ11SNのシャシーでクラス優勝を挙げた。
2015年には、ザイテック・オートモーティヴがコンチネンタルに買収され、残ったザイテック・エンジニアリングが、ギブソン・テクノロジー社に改称したのに伴い、Z11SNも「ギブソン・015S」として開発された。ル・マン24時間ではJotaスポーツがLMP2クラス2位だった。
2016年は、ル・マン24時間レースでストラッカ・レーシングが、LMP2クラス4位だった。